# Lacrimator

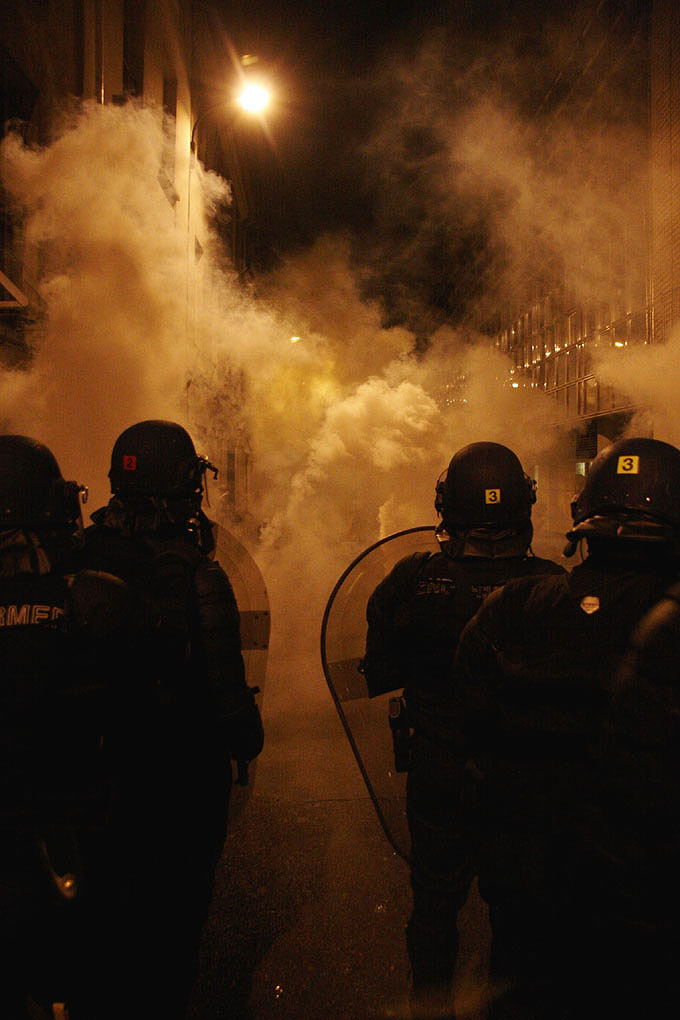
Politie in Frankrijk maakt gebruik van traangas.

Een lacrimator (uit het Latijn: lacrima, traan) is een chemische stof of samenstelling van chemische stoffen, die de eigenschap bevatten de traankanalen en oogzenuwen te prikkelen, om zo irritatie, pijn en zelfs tijdelijke blindheid te veroorzaken. Het betreft veelal broom- en chloorverbindingen. Lacrimatoren zijn veelgebruikte wapens in oorlogen en conflicten.

## Voorbeelden
- Benzylbromide
- Broomacetofenon
- Broomaceton
- Chlooracetofenon
- CR-gas
- Cyclohexylisocyanaat
- Traangas
- Xylylbromide